# Ángel Salas Larrazábal
Ángel Salas Larrazábal (Orduña, Vizcaya, 1 de octubre de 1906 - Madrid, España, 19 de julio de 1994) fue un artillero y aviador militar español.
As de la aviación con 618 servicios, 49 combates en el aire y 1.215 horas de vuelo, fue abatido 4 veces y recibió en el avión 117 impactos. Obtuvo 17 victorias para el bando sublevado en la guerra civil española y 7 en la Segunda Guerra Mundial con la «Escuadrilla Azul», integrada en la Luftwaffe de la Alemania Nazi. También fue uno de los dos autores del Bombardeo de Ochandiano (Vizcaya).

## Biografía
Número 1 de la II promoción de Aviación (1928–1929), asciende a capitán en febrero de 1936. El levantamiento militar de julio de 1936 le coge en Getafe (Madrid), pasando a zona sublevada el día 19 a Pamplona, donde su primera misión, el mismo día 19, fue realizar por vía aérea el enlace entre Mola en Pamplona, Franco en Tetuán (Marruecos español) y Queipo de Llano en Sevilla.
El 22 de julio de 1936 (sólo 4 días después del Golpe de Estado que llevó al poder al general Franco) participó en el bombardeo contra la población civil de Ochandiano, donde se habían concentrado fuerzas leales al Gobierno y milicianos. Es considerado el primer bombardeo sublevado de la guerra civil española, en el que murieron 61 personassegún algunas fuentes; según Paul Preston, sin embargo, hubo 86 bajas, 45 de las cuales fueron niños.
Vuela después, sucesivamente, los aviones Havilland DH.84 Dragon, Fokker F.XII, Nieuport-Delage NiD 52, Fiat C.R.32, PWS-10 y Heinkel He 51, y en abril de 1937 vuelve a los Fiat C.R.32.
Es sucesor de Morato en el mando del Grupo 2G3 (septiembre de 1937) y en el de la Escuadra de Caza (abril de 1939), donde es habilitado al empleo de comandante. Siempre permanece en primera línea. Sus promedios de actividad, 20 servicios por mes y más de 40 horas por mes activo, 30 en total, no fueron alcanzados por ningún otro piloto.

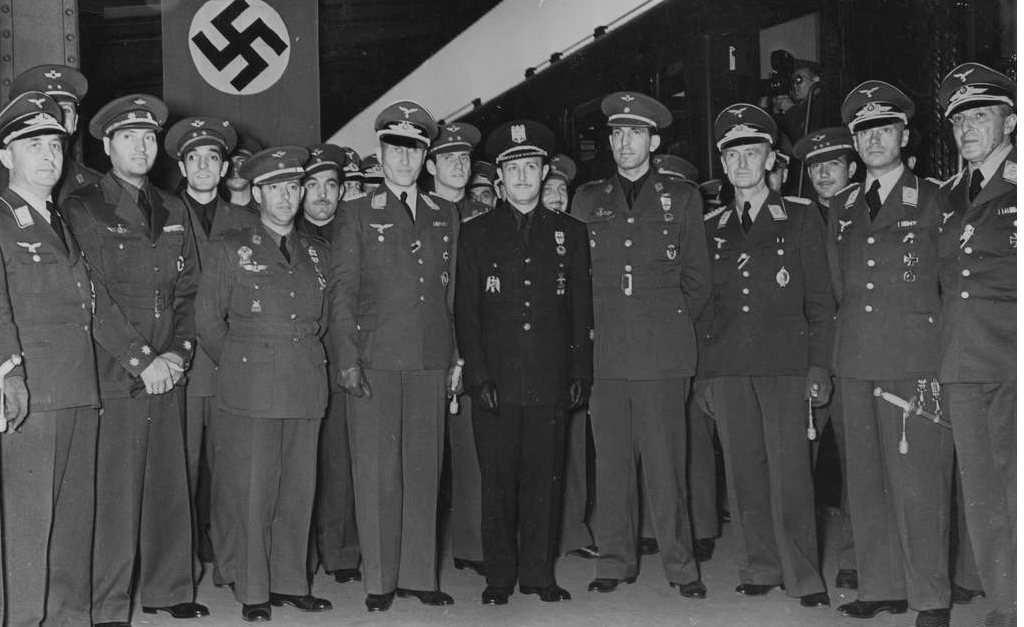
Miembros de la Escuadrilla azul en Alemania, recibidos por el embajador español en Berlín, José Finat.

En la posguerra continúa como jefe de la Escuadra de Caza (luego Regimiento 21.º), hasta que en julio de 1941 es enviado a la Unión Soviética, en apoyo de la luftwaffe, como jefe de la Primera Escuadrilla Expedicionaria —Escuadrilla Azul—, con la que derriba en 6 meses 7 aviones.
Después ocupa el destino de agregado aéreo en Berlín y más tarde, en los años 50, en Lisboa.
Hizo el curso de reactores a los 50 años de edad y es nombrado jefe de las Fuerzas Aéreas de Defensa. Estuvo después a cargo de la zona aérea de Canarias y de la Escuela de Altos Estudios Militares, terminando su vida militar activa en 1972 como jefe del Mando de la Aviación Táctica (MATAC) y del Mando Aéreo del Estrecho.
Fue poseedor de la Medalla Militar, la Medalla Aérea, la Cruz de Oro Alemana y la Cruz de Hierro de 1.ª y 2.ª clase.
Fue miembro del Consejo del Reino en representación de las Fuerzas Armadas (1974–1976), miembro del Consejo de Regencia que asumió durante 2 días la jefatura del Estado, encargado de la transmisión de poderes al Rey Juan Carlos I (1976), senador por designación real en las Cortes Constituyentes (1977–1979).
En 1991, el gobierno de Felipe González lo ascendió a capitán general del Ejército del Aire, a título honorífico, en atención a «los méritos personales excepcionales» que concurrían en su persona.

### Distinciones
- Gran Cruz de la Orden de Carlos III. (1976)
- Medalla Militar.
- Medalla Aérea.
- Gran Cruz del Mérito Militar. distintivo blanco (1972)
- Gran Cruz del Mérito Naval. distintivo blanco (1967)
- Gran Cruz del Mérito Aeronáutico. distintivo blanco (1963)
- Gran Cruz de la Real y Militar Orden de San Hermenegildo. (1959)
- Gran Cruz de la Orden de Cisneros. (1971)
- Cruz del Mérito Aeronáutico. distintivo blanco
- Placa de la Real y Militar Orden de San Hermenegildo.
- Encomienda de la Real y Militar Orden de San Hermenegildo.
- Cruz de la Real y Militar Orden de San Hermenegildo.
- Cruz de Oro Alemana. (1941-1945)
- Cruz de Hierro 1.ª y 2.ª clase. (1941-1945)

## Retirada distintivos honoríficos
El 22 de julio de 2016, el pleno del Ayuntamiento de Orduña, con mayoría de Bildu, con motivo del 80.º aniversario del bombardeo de Ochandiano y enmarcado dentro de los eventos de Memoria Histórica y Justicia, anuló y dejó sin efecto las medallas y los títulos honoríficos relacionados con el franquismo, y que aún permanecían vigentes.